# أليكس جونز (منتج أفلام)
أليكس جونز (بالإنجليزية: Alex Johns) هو منتج أفلام أمريكي، ولد في 23 أغسطس 1966، وتوفي في 7 أغسطس 2010.

## وصلات خارجية
- أليكس جونز على موقع IMDb (الإنجليزية)
- أليكس جونز على موقع قاعدة بيانات الفيلم (الإنجليزية)